# Euseius prolixus
Euseius prolixus är en spindeldjursart som först beskrevs av van der Merwe 1968.  Euseius prolixus ingår i släktet Euseius och familjen Phytoseiidae. Inga underarter finns listade i Catalogue of Life.